# Llista de vicegovernadors de Mato Grosso do Sul
El càrrec de vicegovernador de Mato Grosso do Sul és definit per la Constitució de l'estat com aquell amb la funció principal de substituir el governador de Mato Grosso do Sul en absències eventuals i impediments, a més d'auxiliar-ho sempre que sigui convocat per missions especials.
Els requisits per poder candidatar-se al càrrec de vicegovernador estatal són: haver nascut al Brasil i tenir com a mínim 30 anys d'edat.

## Llista
El càrrec de vicegovernador de Mato Grosso do Sul ha estat ocupat, del 1983 fins al 2023, per deu persones diferents:
| Núm.             | Nom                 | Imatge | Inici del mandat            | Fi del mandat      | Partit                                       | Governador                      | Referències i notes  |
| Règim Militar    |                     |        |                             |                    |                                              |                                 |                      |
| 1                | Ramez Tebet         |        | 15 de març de 1983          | 14 de maig de 1986 | Partit del Moviment Democràtic Brasiler PMDB | Wilson Barbosa Martins          |                      |
| Sisena República |                     |        |                             |                    |                                              |                                 |                      |
| -                | Vacant              |        | 14 de maig de 1986          | 14 de març de 1987 |                                              | Ramez Tebet                     |                      |
| 2                | George Takimoto     |        | 15 de març de 1987          | 14 de març de 1991 | Partit del Front Liberal PFL                 | Marcelo Miranda Soares          | [ 3 ] [ 4 ]          |
| 3                | Ary Rigo            |        | 15 de març de 1991          | 1 de gener de 1995 | Partit Social Laborista PST                  | Pedro Pedrossian                | [ 3 ] [ 5 ]          |
| 4                | Braz Melo           |        | 1 de gener de 1995          | 3 de maig de 1996  | Partit de la Socialdemocràcia Brasilera PSDB | Wilson Barbosa Martins          | [nota 2]             |
| -                | Vacant              |        | 3 de maig de 1996           | 1 de gener de 1999 |                                              | Wilson Barbosa Martins          |                      |
| 5                | Moacir Kohl         |        | 1 de gener de 1999          | 1 de gener de 2003 | Partit Democràtic LaboristaPDT               | José Orcírio Miranda dos Santos | [ 3 ] [ 7 ]          |
| 6                | Egon Krakheche      |        | 1 de gener de 2003          | 1 de gener de 2007 | Partit dels Treballadors PT                  | José Orcírio Miranda dos Santos | [ 3 ]                |
| 7                | Murilo Zauith       |        | 1 de gener de 2007          | 1 de gener de 2011 | Partit del Front Liberal PFL                 | André Puccinelli                | [ 3 ] [ 8 ]          |
| 8                | Simone Tebet        |        | 1 de gener de 2011          | 1 de gener de 2015 | Partit del Moviment Democràtic Brasiler PMDB | André Puccinelli                | [ 9 ]                |
| 9                | Rose Modesto        |        | 1 de gener de 2015          | 1 de gener de 2019 | Partit de la Socialdemocràcia Brasilera PSDB | Reinaldo Azambuja               | [ 10 ]               |
| 10               | Murilo Zauith       |        | 1 de gener de 2019          | 1 de gener de 2023 | Demócratas DEM                               | Reinaldo Azambuja               | [ 11 ] [ 12 ] [ 13 ] |
| 11               | José Carlos Barbosa |        | 1 de gener de 2023 (electe) | -                  | Progressistas                                | Eduardo Riedel                  | [ 14 ]               |